# 胡宏纹
胡宏纹（1925年3月16日—2016年5月19日），男，四川广安人，中国有机化学家，中国科学院院士。

## 生平
1942年9月进入原中央大学化学系学习，1946年毕业于国立中央大学化学系，并留校任教。1950年9月至1952年9月在哈尔滨工业大学研究生班进修。1952年9月至1954年7月在大连工学院研究生班进修并留校任有机化学教研组副主任。1954年7月调回南京大学任讲师。1956年10月加入中国共产党。1957年9月至1959年8月在莫斯科大学化学系进修并获副博士学位。1963年3月任副教授、有机化学教研室副主任。1978年10月任教授、有机化学教研室主任。1984年任博士生导师。1995年10月当选中国科学院院士。
2016年5月19日19时06分，逝世于江苏南京。